# Bolbitis nanjenensis
Bolbitis nanjenensis är en träjonväxtart som beskrevs av C. M. Kuo. Bolbitis nanjenensis ingår i släktet Bolbitis och familjen Dryopteridaceae. Inga underarter finns listade.